# Willy's Wonderland
Willy's Wonderland är en amerikansk action skräckkomedi från 2021 regisserad av Kevin Lewis. Manuset är skrivet av G. O. Parsons och i huvudrollen syns Nicolas Cage som en lösdrivare som luras till att städa upp en gammal övergiven familjerestaurang och tvingas slåss mot hemsökta maskotar. Filmen fick en begränsad visning på biografer till följd av Covid-19-pandemin. Cages insats blev hyllad.

## Handling
När den namnlösa lösdrivaren (i eftertexterna benämnd som The Janitor = Vaktmästaren) (Cage) blir strandad utanför Hayesville, Nevada får han skjuts av den lokala mekanikern Jed Love (Warner) som tar honom till nöjesrestaurangen Willy's Wonderland som bebos av åtta skrumpna animatroniska maskotar. Ägaren Tex Macadoo (Reitz) erbjuder lösdrivaren ett arbete som nattlig vaktmästare i utbyte mot att reparera hans bil. När Jed och Tex lämnar honom låser de dörrarna och Vaktmästaren får påbörja en kamp med maskotarna som visar sig vara hemsökta av andar från kannibaler. 

## Rollista
- Nicolas Cage – Vaktmästaren
- Emily Tosta – Liv Hawthorne
- Beth Grant – Sheriff Eloise Lund
- David Sheftell – Deputy Evan Olson
- Ric Reitz – Tex Macadoo
- Chris Warner – Jed Love
- Caylee Cowan as Kathy Barnes

## Produktion
Manusförfattaren G. O. Parsons skrev först manuset som en kortfilm men var inte helt nöjd och ville utveckla det till en långfilm. Han publicerade manuset på webbplatsen Blood List, en sida för skräckfilmsmanus där vanligt folk och folk i filmbranschen kan gå in och läsa. Manuset hamnade snabbt på toppen av sidan på grund av sin popularitet och Nicolas Cage såg det och fick tycke för manuset. Cage gick också in som producent för filmen tillsammans med produktionsbolagen JD Entertainment och  Landafar Entertainment. I oktober 2019 annonserades filmen med Cage som huvudrollen. I februari 2020 blev Kevin Lewis anlitad som regissör tillsammans med skådespelarna Emily Tosta, Beth Grant och Ric Reitz.
Filmen fick redan på utvecklingsstadiet ett mindre kultfölje och jämfördes med spelserien Five Nights at Freddy's. Både Parson och Lewis slog ner alla liknelser. Flipperspelet i filmen baserades på Devil's Dare från 1982. Under produktionen gjordes somliga ändringar som att titeln ändrades från Wally's Wonderland till Willy's Wonderland. Även de animatroniska maskotarna fick nya namn då alla namn påminde om andra varumärken. Lewis beskrev filmen som att Pale Rider (1985) möter Killer Klowns from Outer Space (1988) och var starkt inspirerad av Panos Cosmatos Beyond the Black Rainbow (2010). Av en händelse hade Cage nyligen medverkat i Cosmatos Mandy (2018) och producenten Grant Cramer medverkade i Killer Klowns from Outer Space.
Inspelningen påbörjades i februari 2020 i Atlanta i Georgia. För det fiktiva nöjespalatset Willy's Wonderland användes en övergiven bowlinghall i ett köpcentrum i staden East Cubb utanför Atlanta. Utanför köpcentrumet byggde man upp ett stort komplex för att undvika trängsel under covid-19-pandemin. Inspelningen tog en månad. Specialeffekterna gjordes av Molly Coffee som arbetade med dockor för att få till de animatroniska maskotarna. Filmmusiken gjordes av Émoi.
Willy's Wonderland hade planerad premiär den 30 oktober 2020 men på grund av covid-19-pandemins restriktioner togs den bort ur schemat. Istället gick filmen till Video on Demand den 15 januari 2021 och fick en begränsad biovisning från den 12 februari 2021.

## Mottagande
Willy's Wonderland fick ett blandat mottagande från kritiker med 61% positiva recensioner på Rotten Tomatoes. Cage skulle bli hyllad för sin insats.